# Metamynoglenes
Metamynoglenes es un género de arañas araneomorfas de la familia Linyphiidae. Se encuentra en Nueva Zelanda. 

## Lista de especies
Según The World Spider Catalog 12.0:
- Metamynoglenes absurda Blest & Vink, 2002
- Metamynoglenes attenuata Blest, 1979
- Metamynoglenes flagellata Blest, 1979
- Metamynoglenes gracilis Blest, 1979
- Metamynoglenes helicoides Blest, 1979
- Metamynoglenes incurvata Blest, 1979
- Metamynoglenes magna Blest, 1979
- Metamynoglenes ngongotaha Blest & Vink, 2002